# Stein Grieg Halvorsen
Pour les articles homonymes, voir Halvorsen.
Halvor Bernt Stein Grieg Halvorsen, né le 19 octobre 1909 à Oslo (à l’époque Christiania) – mort dans la même ville le 11 novembre 2013 à l’âge de 104 ans, est un acteur de théâtre norvégien. Il était le fils du compositeur Johan Halvorsen.